# Montaud (Isère)
 Montaud  es una población y comuna francesa, en la región de Ródano-Alpes, departamento de Isère, en el distrito de Grenoble y cantón de Tullins.

## Demografía
| 191 | 179 | 171 | 254 | 308 | 383 |
| Para los censos de 1962 a 1999 la población legal corresponde a la población sin duplicidades (Fuente: INSEE [Consultar]) |     |     |     |     |     |